# Ana Maria Musicescu
Ana Maria Musicescu (n. ? - d. 1 martie 2012, București) a fost un istoric de artă român, concentrată în mod deosebit pe arta medievală bisericească, pe capodoperele arhitectonice Putna, Voroneț și Curtea de Argeș ca și pe broderia medievală regăsită în odăjdiile ecleziastice și domnești, păstrate sau în cele redate în picturile votive. 

## Biografia
După studiile liceale, le-a urmat pe cele universitare (Filozofie și Drept, 1934), absolvite la Universitatea din București, Facultatea de Litere și Filosofie, dar a fost atrasă de istoria artei, devenind cercetător la Institutul de istoria artei în 1952, unde a activat în cadrul Sectorului de artă veche românească (din 1959 a devenit șefa acestui sector de artă). În 1964 s-a transferat la Sectorul de Istoria artei a nou reînființatului Institut de studii sud-est europene unde director era Mihai Berza. S-a remarcat prin finețea analizei comparatiste, fiind atrasă cu precădere de studiul picturii și al broderiei bisericești. Meritele sale deosebite în analiza comparatistă a artelor spațiului bizantino-balcanic, precum și întreaga sa activitate din țară și de peste hotare au fost încununate de Premiul Herder (1975). 
Rudă cu scriitorul Păstorel Teodoreanu a cărui mamă era fiica muzicianului Gavril Musicescu.  

## Volume publicate
- Muzeul Mănăstirii Putna, București, Editura Meridiane, 1967, versiune în limba maghiară în același an și aceiași editură
- Biserica domnească din Curtea de Argeș, Ana-Maria Musicescu, Grigore Ionescu, Ed. Meridiane, 1967. Traduceri în limba germană respectiv engleză cu titlul Die Hofkirche in Curtea de Argeș, respectiv The princely church of Curtea de Argeș
- Biserica domnească din Curtea de Argeș, 1976
- Putna, Cristian Moisescu, Ana Maria Musicescu, Adriana Sirli, București, 1982
- Voroneț, text de Ana Maria Musicescu, alegerea imaginilor Sorin Ulea, București, Editura Meridiane, 1969, versiuni în limbile germană, franceză și engleză, în același an și la aceiași editură.
- Voroneț reeditare versiunea românească și cea în limba franceză, București, Editura Meridiane, 1971
- Voroneț, Ana Maria Musicescu, Ion Miclea,Editura Sport-Turism ,Bucuresti, 1978 cu versiuni în limbile română, germană, franceză, spaniolă, engleză.
- Mănăstirea Sucevita̧ Maria Ana Musicescu, Mihai Berza, București, Editura Meridiane, 1958.
- Mănăstirea Sucevița, București, Editura Meridiane, 1965
- Indreptarul de monumente istorice : Mănăstirea Sucevița, 1967
- Mănăstirea Sucevița. București, Editura Meridiane, 1967, cu traduceri sub numele The Sucevița Monastery, Das Kloster Sucevița, Le monastère de Sucevița,
- „Considerații asupra picturii din altarul și  naosul Voronețului”,   în vol. Cultura moldovenească în timpul lui Ștefan cel Mare, (Mihai Berza, editor), Editura Academiei, 1964
- Broderie medievală românească, București, Editura Meridiane,1969, traducere sub titlul
- La broderie médiévale roumaine la aceiași editură și în același an.
- Broderia veche românească, Ana-Maria Musicescu, Ana Dobjanschi, București, Editura Meridiane,  1985,  traducere în limba franceză sub titlul La Broderie roumaine ancienne
- Tradition et innovation dans l’art du Sud-Est européen du Xe au XIXe siècle, Maria Ana Musicescu, Oana Iacubovschi, Muzeul Brăilei "Carol I", Editura Istros, 2019

## În publicații din străinătate
- Date noi cu privire la epitrahilul lui Alexandru cel Bun, în SCIA, 1958.
- État actuel des recherches sur l'art roumain du Moyen Âge; corapport. by Maria Ana Musicescu, Athènes, 1970.
- Y-a-t-il un art "Phanariote" dans les pays roumains? : quelques considérations préliminaires. by Maria Ana Musicescu,  Conference publication Thessaloniki : Institute for Balkan Studies, 1974.